# العلاقات الفرنسية العراقية
العلاقات العراقية الفرنسية وهي العلاقات الثنائية بين دولتي العراق وفرنسا، حيث لدى العراق سفارة في باريس ولدى فرنسا سفارة في بغداد، وقنصلية في بغداد وفي أربيل.

## التاريخ
تاريخ العلاقات بين البلدين تقريبا كان جيداً، حيث بنى الرئيس العراقي السابق صدام حسين علاقات جيدة مع فرنسا، وبدئت العلاقات منذ دعم الرئيس الفرنسي تشارلز ديجول للدول العربية في حرب 1967 ووقوفه ضد إسرائيل، وعندها أصبح العراق من أكثر الدول المصدرة للنفط إلى فرنسا، وفي عام 1974 إتفق رئيس الوزراء الفرنسي جاك شيراك مع نائب رئيس العراقي صدام حسين بقيام فرنسا ببناء مفاعل نووي للعراق (مفاعل تموز النووي وألذي فجرته إسرائيل في سنة 1981)، وفي الحرب العراقية الإيرانية وقفت فرنسا بالكامل مع العراق ودعمته بالأسلحة، إلا أن العلاقات إنقطعت في سنة 1990 بعد غزو العراق للكويت ووقفت فرنسا ضد العراق وأرسلت قواتها لتحرير الكويت، لكن فرنسا عارضت مرة أخرى غزو العراق في 2003 إلا أنها إتفقت مع الولايات المتحدة والمملكة المتحدة بعدم رفع حق النقض الفيتو للسماح لقوات التحالف بإنهاء سلطة صدام حسين، العلاقات حاليا مستقرة وقامت فرنسا بإلغاء 4 مليارات دولار من ديونها للعراق.

### العلاقات بين إقليم كردستان العراق وفرنسا
هي علاقات ثنائية بين الطرفين. لدى فرنسا قنصلية عامة في أربيل ولإقليم كردستان تمثيل في باريس. توطدت العلاقات بين فرنسا وإقليم كردستان منذ رئاسة فرانسوا ميتران ما بين الفترة (1981-1995)، عندما لعبت زوجته دانيال ميتران دوراً أساسياً في الحملة من أجل فرض منطقة حظر الطيران فوق إقليم كردستان في عام 1991. كما أن فرنسا لها وجود عسكري في إقليم كردستان الآن،

#### ميتران (1981-1995)
في عام 1982، لعبت السيدة الأولى دانيال ميتران زوجة الرئيس الفرنسي فرانسوا ميتران دوراً نشطاً في تشكيل المعهد الكردي في باريس من خلال نشر الوعي العام حوله. في عام 1989، صرحت بأنه ما يقارب 1000 لاجئ كردي سوف تستقبلهم فرنسا بموافقة الرئيس والحكومة. كما زارت إقليم كردستان في عام 1991، وزارت اللاجئين على الحدود الإيرانية العراقية، ومرة أخرى في يوليو 1992 لتشهد إنشاء برلمان كردستان العراق.

#### شيراك (1995-2012)
في مقابلة مع صحيفة ليسينتيال الفرنسية في عام 2012، صرح الرئيس السابق لإقليم كردستان مسعود بارزاني أن الإقليم ليس له علاقات مباشرة مع الرئيس شيراك، ولكن لديه اتصالات مع العديد من الوزراء بما في ذلك وزير الداخلية نيكولا ساركوزي.

#### ساركوزي (2007-2012)
تحت رئاسة ساركوزي، تم افتتاح مكتب للسفارة الفرنسية في أربيل بحضور وزير الخارجية الفرنسي كونشار. في عام 2011، التقى مسعود بارزاني بالرئيس نيكولا ساركوزي ووزير الخارجية برنار كونشار في باريس، حيث وقعوا على بروتوكول لتعزيز العلاقات في مختلف المجالات، بما في ذلك التجارة والتعليم والثقافة.

#### أولاند (2012–2017)
التقى الرئيس الكردي مسعود بارزاني بالرئيس الفرنسي فرانسوا أولاند في باريس في ثلاث مناسبات. وذلك في 2014 و2015 و2016، في حين زار أولاند أربيل في 2014 و2017. التقى وزير الدفاع الفرنسي جان إيف لو دريان مع مسؤولين كرد مرتين في عام 2016، مرة في مؤتمر ميونيخ للأمن ومرة في أربيل.

#### المعونة العسكرية
في أغسطس 2014، أرسلت فرنسا جنودًا إلى إقليم كردستان لتدريب المقاتلين الكرد (البيشمركة). وفي يناير 2015، تم إرسال 40 جنديًا إضافيًا إلى المنطقة. في أغسطس 2014، زودت فرنسا أيضًا المقاتلين الكرد بكمية غير معلن عنها من الأسلحة و20 طناً من المساعدات الإنسانية. في أوائل فبراير 2015، التقى وفد عسكري كردي برئاسة وزير البشمركة «سيد قادر» مع هولاند لمناقشة التعاون العسكري. قام وزير الدفاع الفرنسي «جان إيف لو دريان» بزيارة مفاجئة إلى أربيل في أبريل 2016. في يونيو 2016، وصلت شحنتين من المساعدات العسكرية إلى إقليم كردستان تتكون من صواريخ MM89، وآلاف من أنواع مختلفة من الذخيرة والدفاع والقنابل ونظارات الرؤية الليلية.